# Deich- und Hauptsielverband Wilstermarsch
Der Deich- und Hauptsielverband Wilstermarsch (DHSV Wilstermarsch) ist ein Wasser- und Bodenverband, dessen Verbandsgebiet die Wilstermarsch umfasst.
Er ist Oberverband der Deich- und Sielverbände der Wilstermarsch, deren großflächigster der Sielverband Vierstieghufen ist, und hat seinen Sitz in Wilster. Sein Verbandsgebiet liegt in der Flussgebietseinheit Elbe. Aufgabe des DHSV Wilstermarsch und seiner Unterverbände ist neben der Unterhaltung von Gewässern und der Umsetzung der Europäischen Wasserrahmenrichtlinie auch die Unterhaltung von Schöpfwerken.